# The Hurting (Tears for Fears album)
The Hurting er titlen på den engelske duo Tears For Fears' debutalbum. Albummet udkom 7. marts 1983 hos Mercury Records og indeholder sange som "Mad World", "Change" og "Pale Shelter", der alle blev betydelige hits.

## Spor
1. "The Hurting" - (04:16)
2. "Mad World" - (03:35)
3. "Pale Shelter" - (04:33)
4. "Ideas As Opiates" - (03:45)
5. "Memories Fade" - (05:03)
6. "Suffer The Children" - (03:50)
7. "Watch Me Bleed" - (04:15)
8. "Change" - (04:14)
9. "The Prisoner" - (02:55)
10. "Start Of The Breakdowm" - (04:58)